# سم کوک
سَم کوک (انگلیسی: Sam Cooke؛ زاده ۲۲ ژانویهٔ ۱۹۳۱ درگذشته ۱۱ دسامبر ۱۹۶۴) یک موسیقی‌دان اهل ایالات متحده آمریکا بود. از او به عنوان «پادشاه روح» و یکی از بهترین خوانندگان تاریخ یاد می شود.